# No.1 (албум)
No.1 је деби албум сарајевске групе Валентино.
Након повратка из Лондона, гитариста Зијо Ризванбеговић, 1982. године снима прве демо снимке, а за песме „Рандеву” и „Воштане фигуре” на ТВ Сарајево и видео-спотове. Песма „Волим те још” се издвојила као највећи хит са албума. Поп-рок песма са израженим диско семпловима, критика и публика оцењују као најбољу икада уснимљену од стране групе. Деоницу женског вокала у поменутој песми је отпевала Амила Сулејмановић, која ће пар година касније објавити два соло албума и певати пратеће вокале за Бијело дугме. На албуму су гостовали и Милић Вукашиновић (удараљке и пратећи вокали), Никша Братош (саксофон), као и фронтмен Гино банане, Срђан Јевђић и Младен Павичић Пава, који ће касније постићи велики успех са Плавим оркестром. У песми „Пази на ритам” соло гитару је свирао Горан Бреговић. Са албума се издваја и песма „Рандеву” коју је публика прихватила преименовано као „Чаробан, млад, романтичан”, по уводним речима рефрена, као и балада „Заборави мој број”.
Албум је наишао на позитивне реакције код публике, што ће им обезбедити одличан одзив на концертима широм Југославије. Као предгрупа Бијелог дугмета су наступали на концертима по Босни, док су у београдском Дому синдиката отворили концерт за Бајагу и инструкторе.

## Списак песама
1. Рандеву
2. Пази на ритам
3. Заборави мој број
4. Црвена свијетла су далеко
5. Ђаво
6. Волим те још (фт. Амила Сулејмановић)
7. Шпијуни
8. Пази да не поквариш модерну фризуру
9. Воштане фигуре

Музика, текстови и аранжмани: Зијо Ризванбеговић, (рефрен за песму "Волим те још" написала: Амила Сулејмановић)

## Чланови групе
- Зијо Ризванбеговић (гитара)
- Суад Јакирлић (вокал)
- Емир Чолаковић (бас)
- Дубравко Смолчић (бубњеви)
- Игор Тајемница (клавијатуре)